# Râul Begheiu Mic
Râul Begheiu Mic sau Râul Bega Mică sau Râul Teba este un afluent al Canalului Timișaț. 

## Hărți
- Harta județului Timiș